# Германия на летних Олимпийских играх 1936
Германия была страной-хозяйкой летних Олимпийских игр 1936 года. Она была представлена 431 спортсменом (388 мужчин, 43 женщины), выступавшими в 143 дисциплинах 22 видов спорта. Сборная Германии завоевала 33 золотых, 26 серебряных и 30 бронзовых медалей, что вывело команду на 1-е место в неофициальном командном зачёте.
Многие немецкие участники Олимпийских игр во время Второй мировой войны служили в вермахте или СС, некоторые погибли. В частности, погибли боксёры Йозеф Минер, Михаэль Мурах, легкоатлеты Ханс Вёльке, Луц Лонг, конники Людвиг Штуббендорф, Конрад фон Вангенхайм (покончил с собой в советском плену), Хайнц Брандт (погиб во время покушения на Гитлера), Рудольф Липперт, Курт Хассе, гандболисты Георг Дашер, Хайнц Кёрверс, гребец Уго Штраус, борцы Людвиг Швайкерт, Эрих Зиберт (умер в советском плену) и многие другие.

## Медалисты
| Медаль  | Спортсмен | Вид спорта                  | Дисциплина                                     |
| ------- | --- | --------------------------- | ---------------------------------------------- |
| Золото  | Ханс Вёльке | Лёгкая атлетика             | Мужчины, толкание ядра                         |
| Золото  | Карл Хайн | Лёгкая атлетика             | Мужчины, метание молота                        |
| Золото  | Герхард Штёк | Лёгкая атлетика             | Мужчины, метание копья                         |
| Золото  | Гизела Мауэрмайер | Лёгкая атлетика             | Женщины, метание диска                         |
| Золото  | Оттилли Фляйшер | Лёгкая атлетика             | Женщины, метание копья                         |
| Золото  | Вилли Кайзер | Бокс                        | Мужчины, до 50,8 кг                            |
| Золото  | Херберт Рунге | Бокс                        | Мужчины, свыше 79,4 кг                         |
| Золото  | Эрнст Кребс | Гребля на байдарках и каноэ | Мужчины, байдарки-одиночки, 10.000 м           |
| Золото  | Пауль Веверс Людвиг Ланден | Гребля на байдарках и каноэ | Мужчины, байдарки-двойки, 10.000 м             |
| Золото  | Антон Меркенс | Велоспорт                   | Мужчины, спринт                                |
| Золото  | Эрнст Ибе Карл Лоренц | Велоспорт                   | Мужчины, тандем                                |
| Золото  | Хайнц Поллай | Конный спорт                | Выездка, индивидуальное первенство             |
| Золото  | Хайнц Поллай Фридрих Герхард Герман фон Оппельн-Брониковски | Конный спорт                | Выездка, командное первенство                  |
| Золото  | Людвиг Штуббендорф | Конный спорт                | Конное троеборье, индивидуальное первенство    |
| Золото  | Людвиг Штуббендорф Рудольф Липперт Конрад фон Вангенхайм | Конный спорт                | Конное троеборье, командное первенство         |
| Золото  | Курт Хассе | Конный спорт                | Конкур, индивидуальное первенство              |
| Золото  | Курт Хассе Мартен фон Барнеков Хайнц Брандт | Конный спорт                | Конкур, командное первенство                   |
| Золото  | Альфред Шварцман | Спортивная гимнастика       | Мужчины, личное первенство                     |
| Золото  | Альфред Шварцман Конрад Фрай Маттиас Вольц Вилли Штадель Франц Бекерт Вальтер Штеффенс Инноценц Штангль Эрнст Винтер | Спортивная гимнастика       | Мужчины, командное первенство                  |
| Золото  | Конрад Фрай | Спортивная гимнастика       | Мужчины, брусья                                |
| Золото  | Конрад Фрай | Спортивная гимнастика       | Мужчины, конь                                  |
| Золото  | Альфред Шварцман | Спортивная гимнастика       | Мужчины, опорный прыжок                        |
| Золото  | Анита Бервирт Эрна Бюргер Изольде Фрёлиан Фридль Иби Гертруд Майер Паула Пёльзен Юлие Шмитт Кете Зонеман | Спортивная гимнастика       | Женщины, командное первенство                  |
| Золото  | Карл Кройцберг Артур Кнаутц Вилли Бандхольц Ханс Кайтер Вильгельм Бринкманн Рудольф Штааль Фриц Шпенглер Эрик Херрманн Гюнтер Ортманн Вильгельм Бауманн Фриц Фромм Хайнц Кёрверс Вильгельм Мюллер Георг Дашер Курт Доссин Германн Хансен Эдгар Райнхардт Ханс Тайлиг Хельмут Бертольд Альфред Клинглер Хельмут Бразенманн Генрих Каймиг Тренер: Отто-Гюнтер Каундиня | Гандбол                     | Мужчины                                        |
| Золото  | Готтхард Хандрик | Современное пятиборье       | Мужчины, личное первенство                     |
| Золото  | Густав Шефер | Академическая гребля        | Мужчины, одиночки                              |
| Золото  | Вилли Айххорн Уго Штраус | Академическая гребля        | Мужчины, двойки распашные без рулевого         |
| Золото  | Герхард Густман Херберт Адамски Дитер Аренд | Академическая гребля        | Мужчины, двойки распашные с рулевым            |
| Золото  | Рудольф Экштайн Антон Ром Мартин Карль Вильгельм Менне | Академическая гребля        | Мужчины, четвёрки распашные без рулевого       |
| Золото  | Ханс Майер Вальтер Фолле Эрнст Габер Пауль Зёлльнер Фриц Бауэр | Академическая гребля        | Мужчины, четвёрки распашные с рулевым          |
| Золото  | Петер Бишофф Ханс-Йоахим Вайзе | Парусный спорт              | Мужчины, класс «Звёздный»                      |
| Золото  | Корнелиус ван Ойен | Стрельба                    | Мужчины, скоростной пистолет 25 м              |
| Золото  | Йозеф Мангер | Тяжёлая атлетика            | Мужчины, свыше 82,5 кг                         |
| Серебро | Луц Лонг | Лёгкая атлетика             | Мужчины, прыжки в длину                        |
| Серебро | Эрвин Бласк | Лёгкая атлетика             | Мужчины, метание молота                        |
| Серебро | Анни Штойер | Лёгкая атлетика             | Женщины, 80 м с барьерами                      |
| Серебро | Луизе Крюгер | Лёгкая атлетика             | Женщины, метание копья                         |
| Серебро | Михаэль Мурах | Бокс                        | Мужчины, до 66,7 кг                            |
| Серебро | Рихард Фогт | Бокс                        | Мужчины, до 79,4 кг                            |
| Серебро | Хельмут Кеммерер | Гребля на байдарках и каноэ | Мужчины, байдарки-одиночки, 1000 м             |
| Серебро | Эвальд Тилькер Фриц Бондройт | Гребля на байдарках и каноэ | Мужчины, байдарки-двойки, 1000 м               |
| Серебро | Вилли Хорн Эрих Ханиш | Гребля на байдарках и каноэ | Мужчины, байдарки-двойки разборные, 10.000 м   |
| Серебро | Фридрих Герхард | Конный спорт                | Выездка, личное первенство                     |
| Серебро | Хелена Майер | Фехтование                  | Женщины, рапира, индивидуальное первенство     |
| Серебро | Конрад Фрай | Спортивная гимнастика       | Мужчины, перекладина                           |
| Серебро | Команда | Хоккей на траве             | Мужчины                                        |
| Серебро | Вилли Кайдель Йоахим Пирш | Академическая гребля        | Мужчины, парные двойки                         |
| Серебро | Вернер Крогман | Парусный спорт              | Мужчины, класс «Олимпик»                       |
| Серебро | Хайнрих Хакс | Стрельба                    | Мужчины, скоростной пистолет 25 м              |
| Серебро | Эрих Кремпель | Стрельба                    | Мужчины, пистолет 50 м                         |
| Серебро | Эрвин Зитас | Плавание                    | Мужчины, 200 м брассом                         |
| Серебро | Марта Гененгер | Плавание                    | Женщины, 200 м брассом                         |
| Серебро | Гизела, Арендт Рут Хальбсгут Магдалена Ломар Ингеборг Шмиц | Плавание                    | Женщины, эстафета 4×100 м вольным стилем       |
| Серебро | Команда | Водное поло                 | Мужчины                                        |
| Серебро | Рудольф Исмайр | Тяжёлая атлетика            | Мужчины, до 75 кг                              |
| Серебро | Ойген Дойч | Тяжёлая атлетика            | Мужчины, до 82,5 кг                            |
| Серебро | Фриц Шефер | Борьба                      | Мужчины, греко-римская борьба, до 72 кг        |
| Серебро | Людвиг Швайкерт | Борьба                      | Мужчины, греко-римская борьба, до 79 кг        |
| Серебро | Вольфганг Эрль | Борьба                      | Мужчины, вольная борьба, до 66 кг              |
| Бронза  | Альфред Домперт | Лёгкая атлетика             | Мужчины, бег на 3000 м с препятствиями         |
| Бронза  | Вильгельм Лайхум Эрих Борхмайер Эрвин Гилльмайстер Герд Хорнбергер | Лёгкая атлетика             | Мужчины, эстафета 4×100 м                      |
| Бронза  | Хельмут Хаман Фридрих фон Штюльпнагель Харри Фойгт Рудольф Харбиг | Лёгкая атлетика             | Мужчины, эстафета 4×400 м                      |
| Бронза  | Герхард Штёк | Лёгкая атлетика             | Мужчины, толкание ядра                         |
| Бронза  | Катарина Краус | Лёгкая атлетика             | Женщины, 100 м                                 |
| Бронза  | Эльфриде Каун | Лёгкая атлетика             | Женщины, прыжки в высоту                       |
| Бронза  | Паула Молленхауэр | Лёгкая атлетика             | Женщины, метание диска                         |
| Бронза  | Йозеф Минер | Бокс                        | Мужчины, до 57,2 кг                            |
| Бронза  | Эрих Кошик | Гребля на байдарках и каноэ | Мужчины, каноэ-одиночки, 1000 м                |
| Бронза  | Ксавер Хёрман | Гребля на байдарках и каноэ | Мужчины, байдарки-одиночки разборные, 10.000 м |
| Бронза  | Рудольф Карш | Велоспорт                   | Мужчины, гит с места, 1000 м                   |
| Бронза  | Херман Шторк | Прыжки в воду               | Мужчины, вышка                                 |
| Бронза  | Кете Кёлер | Прыжки в воду               | Женщины, вышка                                 |
| Бронза  | Отто Адам Эрвин Касмир Юлиус Айзенекер Август Хайм Зигфрид Лердон Штефан Розенбауэр | Фехтование                  | Мужчины, рапира, командное первенство          |
| Бронза  | Эрвин Касмир Юлиус Айзенекер Август Хайм Ханс Эссер Ханс-Георг Йёргер Рихард Валь | Фехтование                  | Мужчины, сабля, командное первенство           |
| Бронза  | Конрад Фрай | Спортивная гимнастика       | Мужчины, личное первенство                     |
| Бронза  | Конрад Фрай | Спортивная гимнастика       | Мужчины, вольные упражнения                    |
| Бронза  | Альфред Шварцман | Спортивная гимнастика       | Мужчины, перекладина                           |
| Бронза  | Альфред Шварцман | Спортивная гимнастика       | Мужчины, брусья                                |
| Бронза  | Маттиас Фольц | Спортивная гимнастика       | Мужчины, кольца                                |
| Бронза  | Маттиас Фольц | Спортивная гимнастика       | Мужчины, опорный прыжок                        |
| Бронза  | Альфред Рик Хельмут Радах Ханс Кушке Хайнц Кауфман Герд Фёльс Вернер Лёкле Ханс-Йоахим Ханнеман Херберт Шмидт Вильгельм Малов | Академическая гребля        | Мужчины, восьмёрки                             |
| Бронза  | Команда | Парусный спорт              | Мужчины, 8-метровый R-класс                    |
| Бронза  | Гизела Арендт | Плавание                    | Женщины, 100 м вольным стилем                  |
| Бронза  | Карл Янзен | Тяжёлая атлетика            | Мужчины, до 67,5 кг                            |
| Бронза  | Адольф Вагнер | Тяжёлая атлетика            | Мужчины, до 75 кг                              |
| Бронза  | Якоб Брендель | Борьба                      | Мужчины, греко-римская борьба, до 56 кг        |
| Бронза  | Курт Хорнфишер | Борьба                      | Мужчины, греко-римская борьба, свыше 87        |
| Бронза  | Йоханнес Херберт | Борьба                      | Мужчины, вольная борьба, до 56 кг              |
| Бронза  | Эрих Зиберт | Борьба                      | Мужчины, вольная борьба, до 87 кг              |

## Результаты соревнований

### Академическая гребля
Соревнования в академической гребле на Играх 1936 года проходили с 11 по 14 августа. В следующий раунд из каждого заезда проходили несколько лучших экипажей (в зависимости от раунда и дисциплины). В финал выходили 6 сильнейших экипажей.
Мужчины
| Соревнование | Спортсмены               | Предварительный заезд | Предварительный заезд | Предварительный заезд | Отборочный заезд | Отборочный заезд | Отборочный заезд | Полуфинал     | Полуфинал     | Полуфинал     | Финал  | Финал |
| Соревнование | Спортсмены               | Заезд                 | Время                 | Место                 | Заезд            | Время            | Место            | Заезд         | Время         | Место         | Время  | Место |
| ------------ | ------------------------ | --------------------- | --------------------- | --------------------- | ---------------- | ---------------- | ---------------- | ------------- | ------------- | ------------- | ------ | ----- |
| одиночки     | Густав Шефер             | 2                     | 7:17,1                | 1 Q                   | не участвовал    | не участвовал    | не участвовал    | 1             | 8:04,0        | 1 Q           | 8:21,5 | 1     |
| двойки       | Уго Штраус Вилли Айххорн | 3                     | 7:12,6                | 1 Q                   | не участвовали   | не участвовали   | не участвовали   | не проводится | не проводится | не проводится | 8:16,1 | 1     |